# Абу-Бакр ібн Умар
Абу-Бакр ібн Умар (д/н — 1087) — очільник Альморавідів в південному Магрибі.

## Життєпис
Походив з роду Бану-Тургут, представники якого були вождями берберського племені лемтунів. У 1039 році його Ях'я ібн Умар запросив проповідника Абдаллаха ібн Ясіна до себе, внаслідок чого утворився рух Альморавідів. Абу-Бакр брав участь у військових походах проти інших берберських племен.
Після загибелі брата 1056 року в битві у місцині Табфарілла очолив плем'я лентуна. Невдовзі захопив важливе місто Сіджильмаса, що належало племені маграва (з конфедерації зената). Слідом за цим підкорив племена сандхаджа, ламта, газзула, долину Драа. 1057 року зайняв долину Сус з містом Тарудант. 1058 року захопив місто-фортецю Агмат, що належала зената.
1058 або 1059 року після загибелі Абдаллаха ібн Ясіна став очільником Альморавідів, прийнявши титул аміра аль-мусліміна (правитель мусульман). 1060 року Абу-Бакр ібн Умар заснував військовий табір біля річки Тенсіфт (згодом тут виникло місто Марракеш). Невдовзі рушив до південного Магрибу і Сенегалу задля придушення повстання берберського племені берегватів. На час своєї відсутності за порадою дружини Зайнаб ан-Нафазавійят намісником в Північному Магрибі було призначено кузена Абу-Бакра — Юсуфа ібн Ташфіна.
До 1067 року підкорив усі південноберберські племена. 1070 року приборкав повстання на чолі з берберським племен гуддала, дійшовши зрештою до річки Сенегал. 1072 року повернувся на північ, де змусив Юсуфа зректися своєї влади.
1076 року знову рушив на південь, здійснивши успішний похід на імперію Гана. Після підкорення столиці останньої — Кумбі, розпочав політику ісламізації місцевого населення, вів війни з місцевими племенами та державами, що утворилися внаслідок розпаду Гани. Загинув 1087 року під час однієї з кампаній проти Текрур або серер.